# Charles Nelson Pray

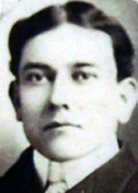
Charles Nelson Pray

Charles Nelson Pray (* 6. April 1868 in Potsdam, St. Lawrence County, New York; † 12. September 1963 in Great Falls, Montana) war ein US-amerikanischer Jurist und Politiker. Zwischen 1907 und 1913 vertrat er den Bundesstaat Montana im US-Repräsentantenhaus.

## Frühe Jahre und Aufstieg als Jurist
Charles Pray besuchte die öffentlichen Schulen in Salisbury und Middlebury in Vermont. Anschließend studierte er in Chicago Jura. Nach seiner im Jahr 1892 erfolgten Zulassung als Rechtsanwalt begann Pray in Fort Benton in Montana in seinem neuen Beruf zu arbeiten. Im Jahr 1897 wurde er erst stellvertretender und 1898 eigentlicher Bezirksstaatsanwalt im Chouteau County.

## Politische Laufbahn und weiterer Lebenslauf
Zwischen dem 4. März 1907 und dem 3. März 1913 vertrat Charles Pray seinen Staat als Abgeordneter der Republikanischen Partei im Kongress. Dort trat er die Nachfolge des in den Senat gewechselten Joseph Dixon an. Nachdem er im Jahr 1912 nicht wiedergewählt worden war, wurde er wieder als Rechtsanwalt tätig. Im Jahr 1916 kandidierte er erfolglos für einen Sitz im US-Senat. Am 21. Januar 1924 wurde er von Präsident Calvin Coolidge zum Richter am Bundesbezirksgericht für den Distrikt von Montana ernannt. Später wurde er in diesem Gerichtsbezirk Vorsitzender Richter. Dieses Amt übte er bis zu seiner Pensionierung im Jahr 1957 aus. Charles Pray starb am 12. September 1963.